# Estação Arariboia
Estação Praça Arariboia, ou simplesmente Estação Arariboia, é o terminal hidroviário de passageiros, operado pela Barcas Rio, localizado na praça de mesmo nome, no centro da cidade de Niterói, entre a orla e a Avenida Visconde do Rio Branco, inaugurada em 1908 em homenagem ao fundador da cidade, o cacique Arariboia. 
Atualmente, há um projeto para sua transferência para a área vizinha, na Praça Popular do Caminho Niemeyer, e transformar a estação em um grande terminal multimodal unindo a futura Linha 3 do Metrô, Barcas e Ônibus.

## História
A história das barcas começa em 1817, quando D. João VI autorizou a exploração da navegação a vapor na Baía de Guanabara. Contudo, o início das operações ocorre apenas na década 1840, com estações no Largo de São Domingos (Cantareira) e na Rua da Praia (atual Av. Visconde do Rio Branco) em frente a Rua São Pedro.
Em 1889, foram inauguradas as novas estações na praça Arariboia, em Niterói, e na Praça XV, no Rio de Janeiro. A Estação Praça Arariboia foi instalada pela primeira vez na praça homônima, em um edifício onde funcionava um mercado público municipal até aquele ano.
Em 1908, foi inaugurada uma grande estação, que passou por sucessivas reformas. A atual estação hidroviária das barcas de nome Estação Praça Arariboia foi construído em 1959, em substituição à estação destruída em meio a Revolta das Barcas, que protestava contra o alto preço e as más condições das barcas da companhia Cantareira, resultando na estatização da companhia Cantareira, proprietária do serviço de transporte hidroviário na Baía de Guanabara.

## Proposta de transferência da Estação e o Terminal Multimodal
Na década de 1970 foi projetada uma nova estação para o Centro da cidade, e chegou a ser iniciada a sua construção, à beira mar do local onde funcionou a Vila Olímpica e hoje integra a Praça Popular do Caminho Niemeyer, área norte do Aterro da Praia Grande, aterro realizado na orla do Centro de Niterói, nessa década. Além das estruturas de concreto que ainda estão à beira mar, foram construídas grandes peças de concreto que para lá seriam transferidas. Elas ficaram por muito anos à mostra, à beira mar, no local onde hoje existe a Praça JK. Com a transferência da estação das barcas, a Praça Arariboia sofreria processo de requalificação passando abrigar uma marina pública, semelhante à Marina da Glória. Com a suspensão da finalização do Aterro no fim da década de 1970 tal ideia foi abandonada.
A ideia da transferência da Estação Arariboia foi retomada no fim da década de 1990 depois da proposta de construção do complexo cultural ao longo da orla da cidade, chamado de Caminho Niemeyer. O arquiteto Oscar Niemeyer chegou a projetar uma nova estação hidroviária integrante ao conjunto da Praça Popular no Aterro Praia Grande, justamente atrás do Terminal Rodoviário João Goulart, a ser erguido pela concessionária que administra a linha hidroviária entre Niterói e o Rio. O edifício, cujo projeto foi apresentado em 2001, teria o formato de ondas do mar, contaria com um estacionamento coberto, um enorme saguão para os passageiros, espaço para áreas administrativas e técnicas e o píer para atracação das embarcações.
Porém, em 2010, após tratativa com o Governo do Estado do Rio de Janeiro, que construirá a Linha 3 do Metrô Rio, o projeto desse terminal foi substituído por um novo, do próprio Oscar Niemeyer, de um Terminal Multimodal, compor o Caminho Niemeyer, que será erguido no lugar do atual Terminal João Goulart, integrando assim ônibus e barcas com o metrô. Contudo, também este terminal está apenas em projeto.

## Ampliação da atual estação
A CCR Barcas anunciou a junção da estação com a antiga estação de aerobarcos, ampliando o terminal, para permitir uma capacidade de alojamento de oito mil passageiros – o equivalente à lotação de sete catamarãs sociais – para espera pelo momento de embarque, o que acabará com as filas externas na praça, onde não há cobertura para sol ou chuva.